# Filippo della Valle

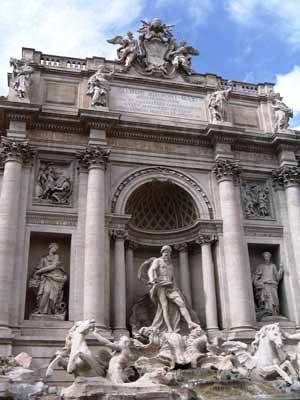
Fontana di Trevi: Saúde e Abundância por Filippo della Valle

Filippo della Valle (1698 - 1768) foi um escultor italiano do fim do Barroco ou começo do Neoclassicismo, que trabalhou principalmente em Roma.
Della Valle nasceu em Florença. Estudou inicialmente com Giovanni Battista Foggini, em Florença, junto com  Battista Maini. Mais tarde, mudou-se para Roma para trabalhar com Rusconi. Em 1725, della Valle ganhou um concurso da Academia de São Lucas, junto com Pietro Bracci. Depois, tornou-se diretor da Academia. Em Roma, trabalhou com na Fontana di Trevi, criada por Nicola Salvi, onde completou as estátuas alegóricas da Saúde e da Abundância.
Morreu em Roma e foi enterrado na Igreja de Santa Susanna.

## Galeria
- São João da Mata, Basílica do Convento de Mafra, Portugal
- Saúde, Fonte de Trevi, Itália
- Abundância, Fonte de Trevi, Itália
- St.ª Teresa de Ávila, Basílica de São Pedro, Vaticano